# Kombinat Unimewa
Das Kombinat Unimewa Aue – Kombinat Universalmetallwaren (später auch Kombinat für Haushaltswaren) war ein Zusammenschluss von Volkseigenen Betrieben in der DDR, die Metallwaren für den Haushaltsbedarf produzierten. Die Vereinigung entstand im Jahr 1970, der Stammbetrieb war der VEB Auer Besteck- und Silberwarenfabrik in Aue (Sachsen). 1972 hatte der Betrieb 4700 Mitarbeiter. Des Weiteren gehörten folgende Betriebe dazu:
- Besteckfabrik VEB Elstawa in Steinbach[2][3],
- VEB Schnittwerkzeuge und Metallwarenfabrik Klingenthal[4][5]; wurde nach der Wende privatisiert, aber dann aufgegeben,[6]
- VEB Pametall Pausa, die Geschirr und Bestecke aus Aluminium herstellte[7],
- VEB Aluminiumwarenfabrik Fischbach/Rhön (AWF), zu deren Sortiment Back- und Bratgeräte gehörten (früher auch VEB AlFi),
- VEB Union Quedlinburg, die Schnellkochtöpfe herstellten[8],
- VEB Geithainer Emaillierwerk [9],
- VEB Schwerter-Emaillierwerk Lauter,[10]
- Sächsische Aluminium- und Metallwarenfabrik Glauchau[5] sowie
- C. F. Hutschenreuther & Co. KG in Aue, Hersteller von Bestecken und Tafelgeschirr aus Edelstahl (später VEB Besteck- und Metallwaren (Bemet) Aue).[11]

Das Kombinat wurde 1979 in den VEB Kombinat Haushaltgeräte Karl-Marx-Stadt eingegliedert. Einzelne Betriebe organisierten sich neu, wie die AWF, die sich in BAF Fischbacher Haushaltswaren GmbH umbenannte und weiter auf dem Markt aktiv ist.